# Noi Sud
Liberté et autonomie - Nous le Sud (en italien Libertà e Autonomia - Noi Sud) est un parti politique italien du Mezzogiorno, né d'une scission du Mouvement pour les autonomies (MPA) quand ce dernier s'abstient puis s'oppose en décembre 2010 au gouvernement Silvio Berlusconi IV. Il est dirigé par Antonio Milo.

## Historique
Le parti était dirigé par Vincenzo Scotti et comporte 6 députés. Le 22 janvier 2011, Noi Sud et la Lega Sud Ausonia forment un groupe mixte à la chambre des députés, sous le nom de Noi Sud/Lega Sud Ausonia. 
Le 22 janvier 2011, le secrétaire du parti Io Sud, Beniamino Donnici annonce la naissance d'un vaste mouvement méridional qui verrait rassemblés Noi Sud, Io Sud et des partis mineurs comme la Lega Sud Ausonia et la Lega d'Azione Meridionale — qui va se présenter aux prochaines élections régionales. 
Le 23 février 2011, adhère également au groupe Antonio Gaglione, un député du Parti démocrate. Il fait partie du groupe parlementaire Peuple et territoire (ex-Initiative responsable) dont il constitue l'une des composantes depuis janvier 2011.